# Grand Prix de la ville de Vinci
Le Grand Prix de la ville de Vinci (en italien : Gran Premio Città di Vinci) est une course cycliste italienne disputée à Vinci, en Toscane. Il est organisé par le GS Maltinti Lampadari.
Cette épreuve fait partie du calendrier régional de la Fédération cycliste italienne, en catégorie 1.19. Elle est par conséquent ouverte aux cyclistes espoirs (moins de 23 ans) et élites sans contrat.

## Présentation
Le Grand Prix est formé par un circuit escarpé d'un peu plus de 15 kilomètres emprunté à 17 reprises, soit une distance totale d'environ 125 kilomètres.
En 2009, le Grand Prix est interrompu puis annulé en raison de la mort du participant Fabio Fazio, victime d'un arrêt cardiaque en pleine épreuve.

## Palmarès depuis 1980
| Année     | Vainqueur             | Deuxième            | Troisième               |
| --------- | --------------------- | ------------------- | ----------------------- |
| 1980      | Marcello Bartalini    |                     |                         |
| 1981      | Ivano Maffei          |                     |                         |
| 1982      | Andrea Lugli          |                     |                         |
| 1983-1987 | ?                     | ?                   | ?                       |
| 1988      | Nicola Castaldo       |                     |                         |
| 1989      | Luca Scinto           |                     |                         |
| 1990      | Davide Dall'Olio      |                     |                         |
| 1991      | Filippo Casagrande    |                     |                         |
| 1992      | Alessio Barbagli (it) |                     |                         |
| 1993      | Massimo Biancani      |                     |                         |
| 1994      | Elio Aggiano          |                     |                         |
| 1995      | Paolo Bettini         |                     |                         |
| 1996      | Aldo Zanetti          |                     |                         |
| 1997      | Marco Innocenti       |                     |                         |
| 1998      | Cristian Marianelli   |                     |                         |
| 1999      | Francesco Bagni       |                     |                         |
| 2000      | Giovanni Brugaletta   |                     |                         |
| 2001      | Francesco Mazzantini  |                     |                         |
| 2002      | Mirko Lauria          |                     |                         |
| 2003      | ?                     | ?                   | ?                       |
| 2004      | Alessandro Proni      | Emanuele Rizza      | Giovanni Visconti       |
| 2005      | Davide Bonuccelli     | Fabio Ciccarese     | Hubert Krys             |
| 2006      | Cristiano Benenati    | Eugenio Loria       | Giuseppe Di Salvo       |
| 2007      | Francesco Ginanni     | Marco Da Castagnori | Francesco Lasca         |
| 2008      | Massimo Pirrera       | Antonio Di Battista | Emanuele Vona           |
| 2009      | annulé                | annulé              | annulé                  |
| 2010      | Elia Favilli          | Francesco Lasca     | Matteo Belli            |
| 2011      | Antonio Parrinello    | Winner Anacona      | Eldar Dzhabrailov       |
| 2012      | Nicola Gaffurini      | Devid Tintori       | Luca Ferrante           |
| 2013      | Gianluca Milani       | Matteo Belli        | Sebastiano Dal Cappello |
| 2014      | Daniele Trentin       | Nicola Rossi        | Nicola Toffali          |
| 2015      | Devid Tintori         | Giulio Ciccone      | Alfio Locatelli         |
| 2016      | Filippo Zaccanti      | Lorenzo Fortunato   | Filippo Capone          |
| 2017      | Alessandro Fedeli     | Wilson Peña         | Matteo Sobrero          |
| 2018      | Yuri Colonna          | Alessandro Covi     | Samuele Zoccarato       |
| 2019      | Tommaso Rigatti       | Nicolas Nesi        | Veljko Stojnić          |
| 2020      | Filippo Magli         | Manuele Tarozzi     | Edoardo Faresin         |
| 2021      | non disputé           | non disputé         | non disputé             |
| 2022      | Federico Molini       | Alessandro Iacchi   | Filippo Magli           |